# 满蒙毛织
满蒙毛织株式会社（日语：／），简称满毛，是曾存在于中华民国、满洲国奉天市的公司。设立时为日本法人。

## 背景
第一次世界大战期间，为了制造军服，毛织物、羊毛的需求激增。东洋拓殖因此在1918年开始研判在满洲和关内开展毛织物工业的可行性。恰逢日本政府此时也推行了羊毛相关政策，东洋拓殖和满铁等公司决定在奉天设立合资公司，利用当地的毛纺原料，生产毛织物以供应军需乃至销往中国市场。:420

## 概况
该公司设立于1918年12月25日，总部位于奉天市铁西工业区兴亚街二段19号:79。设立时公称资本为一千万日元，拂入资本为250万日元，每年4月、10月决算。设立时东洋拓殖的公司和主要人物占有满蒙毛织20%股份，满铁占5%股份。:142:10设立初期，作为合资公司，满毛的取缔役的末席为中国人孙百斛，不过最晚自1921年起所有的主要管理人物均为日本人。
1919年5月，满毛在奉天满铁附属地之外的铁路西侧租赁了60,512.4坪土地，7月又租赁了21,438坪土地，作为建设工厂之用。1920年5月，又向奉天商埠局租用了自奉天商埠地至工厂的道路用地。9月，工厂竣工。同年10月，铺设了自奉天站到工厂内的运输用铁路。该工厂是1932年满洲国成立之前，奉天满铁附属地西侧唯一的工厂。:12741922年时该工厂一度毁于火灾，损失约600万日元，满毛因此一度减资700万日元。:240,297
1937年日本侵华战争爆发不久，日军控制了今内蒙古中西部地区，并建立了傀儡政府。同年11月，在政府机构主导下，鐘紡、满毛等6家日本公司同意出资建立了蒙疆羊毛同业会，以协同采购、分配毛纺原料（羊毛、驼毛等），并在12月25日以300万日元资本金在张家口设立了蒙疆羊毛同业会。1938年1月，满毛将日军委托运营的绥远毛织厂改名为厚和毛织厂，并开始运行。:2-7
1942年时公称资本金3,000万日元，拂入资本金2,250万日元。:48主要在满洲国奉天、日本爱知县名古屋、冈崎、一宫、汪精卫政权治下的北京、天津和蒙疆呼和浩特设有分支机构或子公司。:78

## 子公司
满蒙毛织有为数众多的子公司。1942年时有以下子公司。:78
| 公司名称             | 总部   | 资本金（万日元） |
| -------------------- | ------ | ---------------- |
| 满蒙毛织工业株式会社 | 名古屋 | 500              |
| 满蒙毛织百货店       | 奉天   | 200              |
| 朝鲜毛织株式会社     | 釜山   | 100              |
| 东洋フェルト株式会社 | 名古屋 | 100              |
| 满蒙毛织工业有限公司 | 厚和   | 40               |
| 满蒙纤维兴业株式会社 | 新京   | 40               |
| 东洋制织株式会社     | 东京   | 40               |
| 关东绢毛整染株式会社 | 群马县 | 30               |
| 株式会社东和工厂     | 天津   | 30               |
| 兴亚被服工业株式会社 | 北京   | 25               |
| 满蒙商事株式会社     | 奉天   | 19.5             |
| 东京茧毛工业株式会社 | 东京   | 19               |
| 纤维化学工业株式会社 | 东京   | 19               |
| 田中毛丝株式会社     | 东京   | 18               |
| 满蒙毛织商事株式会社 | 名古屋 | 18               |
| 日本纤维株式会社     | 东京   | 18               |
| 千代田编织株式会社   | 东京   | 15               |

### 满蒙毛织百货店
株式会社满蒙毛织百货店，简称满毛百货（一些资料中也记为满蒙百货），是满蒙毛织的子公司，设立于1932年11月1日，资本金为35万满洲国元:719，1937年时资本金为70万满洲国元，1942年时资本金为200万满洲国元:52，位于奉天满铁附属地浪速通17番地。:21百货店大楼原属东省实业，满毛购置此楼并在1932年重新装修，作为百货大楼开业。大楼建筑年份不明，起初为4层楼房，在1936年扩建为5层。中华人民共和国时期，该建筑长期被沈阳市第一百货商店使用，于1997年拆除。

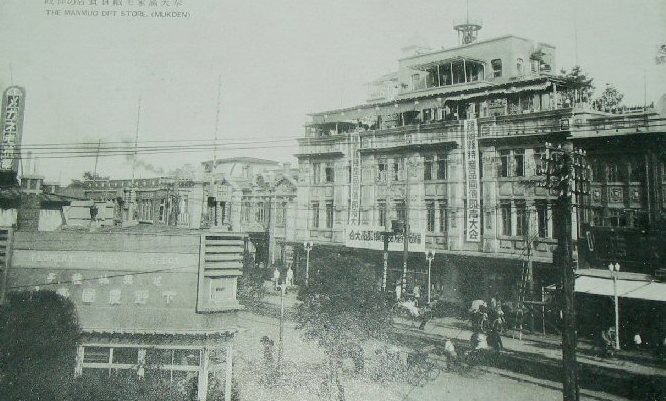
改建前的满毛百货
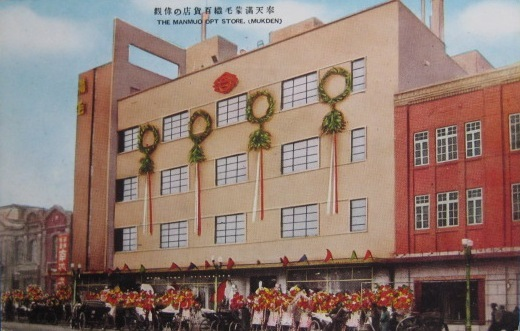
满蒙毛织百货店（改建后初期），建筑正面左上方有“满毛”二字
1936年扩建后的店内扶梯
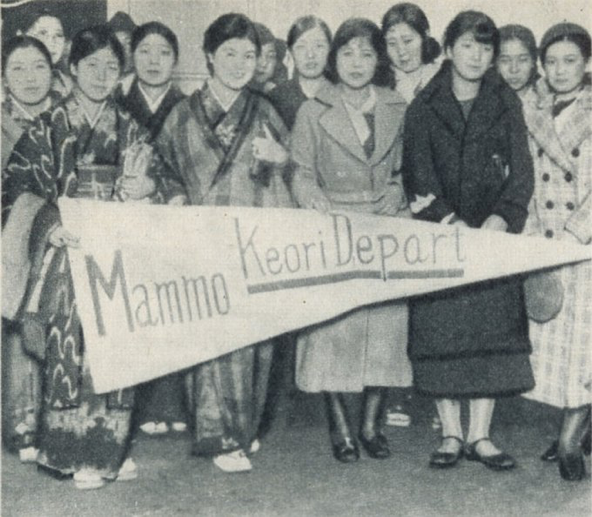
1932年开业时从日本出发前往奉天就职的店员

### 满蒙毛织工业株式会社
满蒙毛织工业株式会社设立于1941年10月1日，是满蒙毛织分离一部分名下事业所设立的日本法人。1942年时资本金500万日元:78。其总部位于日本名古屋。